# Kisszőlős, Veszprém
Kisszőlős  este un sat în districtul Devecser, județul Veszprém, Ungaria, având o populație de 139 de locuitori (2011). 

## Demografie
Componența etnică a satului Kisszőlős
     Maghiari (66,15%)
     Romi (32,29%)
     Necunoscut (1,56%)
     Alții (1,56%)
Componența confesională a satului Kisszőlős
     Romano-catolici (71,94%)
     Fără religie (3,6%)
     Luterani (2,88%)
     Necunoscută (21,58%)
Conform recensământului din 2011, satul Kisszőlős avea 139 de locuitori. Din punct de vedere etnic, majoritatea locuitorilor (66,15%) erau maghiari, cu o minoritate de romi (32,29%). Apartenența etnică nu este cunoscută în cazul a 1,56% din locuitori.  Din punct de vedere confesional, majoritatea locuitorilor (71,94%) erau romano-catolici, existând și minorități de persoane fără religie (3,6%) și luterani (2,88%). Pentru 21,58% din locuitori nu este cunoscută apartenența confesională.